# 泽松和子
泽松和子（日语：／ Sawamatsu Kazuko，1951年1月5日—），日本女子网球运动员。她曾获得温布尔登网球锦标赛女子双打冠军。她也曾参加1970年夏季世界大学生运动会。